# Яннік Буйла
Яннік Буйла Сам (ісп. Jannick Buyla Sam, нар. 6 жовтня 1998, Сарагоса) — іспанський та екваторіально-гвінейський футболіст, півзахисник «Реала Сарагоса», який на правах оренди виступає за «Хімнастік де Таррагона», та національну збірної Екваторіальної Гвінеї. Переважно грає на позиції правого вінгера, але також може грати на позиції атакувального півзахисника.

## Клубна кар'єра
Буйла народився у Сарагосі, Арагон, у сім'ї вихідців з Екваторіальної Гвінеї. Вихованець футбольної академії «Реала Сарагоса». 2 серпня 2017 року, після завершення навчання, він був відданий в оренду на один рік у команду Сегунди Б «Туделано». Там Буйла 24 вересня 2017 року дебютував на дорослому рівні в домашній грі проти «Леальтада» (0:0).
24 січня 2018 року Яннік повернувся до «Сарагоси» і став виступати за резервну команду «Депортіво Арагон», з якою вилетів з Сегунди Б за підсумками сезону 2017/18 і наступний сезон розпочав у Терсері.
11 травня 2019 року Буйла дебютував у складі основної команди, вийшовши на заміну замість Джеймса Ігбекеме у виїзному матчі Сегунди проти «Естремадури» (3:0). Наступного року він продовжив свій контракт з рідною командою до 2024 року і був остаточно переведений до основної команди перед початком сезону 2020–21.
28 січня 2021 року, не ставши основним гравцем, Буйла був відданий в оренду клубу «УКАМ Мурсія» з новоствореної Прімери КІФФ на решту сезону. По його завершенню 5 липня він перейшов до іншої команди цього дивізіону «Хімнастік де Таррагона», також на правах оренди.

## Міжнародна кар'єра
8 вересня 2019 року Буйла дебютував за збірну Екваторіальної Гвінеї у матчі відбору до чемпіонату світу 2022 року проти збірної Південного Судану (1:0).
Першим великим турніром для Янніка став Кубок африканських націй 2021 року, відкладений через пандемію COVID-19 на початок 2022 року. У Камеруні він відіграв усі матчі і допоміг своїй команді вийти в чвертьфінал; У 1/8 фіналу проти Малі він реалізував свій удар в серії післяматчевих пенальті і допоміг команді пройти до наступного раунду, де у грі проти Сенегалу він забив гол, але Екваторіальна Гвінея програла 1:3 і покинула турнір.